# Reon Moore
Reon Moore (Sangre Grande, Trinidad y Tobago, 22 de septiembre de 1996) es un futbolista de Trinidad y Tobago que juega en la posición de delantero.

## Carrera

### Club
| Periodo   | Club             |
| --------- | ---------------- |
| 2015-2016 | North East Stars |
| 2016-2017 | Matura ReUnited  |
| 2017-2022 | Defence Force FC |
| 2022      | CSD Municipal    |
| 2023–2024 | Defence Force FC |
| 2024      | Pacific FC       |

### Selección nacional
Moore debutó con Trinidad y Tobago el 23 de marzo de 2018 en un partido no oficial ante Guadalupe, y su primer partido oficial lo jugó el 17 de abril de 2018 en un partido amistoso ante Panamá. El 2 de julio de 2021 Moore jugó su primer partido de competición en la clasificación para la Copa de Oro de la Concacaf 2021 entrando de cambio ante Montserrat donde anotó sus dos primeros goles con la selección en la victoria por 6–1. El 18 de julio de 2021 Moore anotó en el empate 1-1 ante Guatemala en la fase de grupos de la copa de Oro de la Concacaf 2021.